# Pico das Rocas
O Pico das Rocas é uma elevação portuguesa localizada na freguesia açoriana do Vila do Topo, concelho da Calheta, ilha de São Jorge, arquipélago dos Açores.
Este acidente geológico encontra-se geograficamente localizado próximo da Ponta do Topo e encontra-se intimamente relacionado com maciço montanhoso central da ilha de são Jorge do qual faz parte.
Junto a esta formação geológica passa a ribeira denominada Pernada da Ribeira de São Tomé. Na vertente Norte deste pico fica a Fajã do Norte Estreito e a Fajã do Nortezinho. Voltado a costa Sul existe o Maciço Central da Serra do Topo e a Ribeira de São Tomé.
Esta formação geológica localizada a 368 metros de altitude acima do nível do mar apresenta escorrimento pluvial para a costa marítima e deve na sua formação geológica a um escorrimento lavico e piroclástico muito antigo.